# He Long
He Long (en chino tradicional, 賀龍; en chino simplificado, 贺龙; pinyin, Hè Lóng; Wade-Giles, Ho Lung; 22 de marzo de 1896 - 8 de junio de 1969) fue un líder militar chino. Era de una familia rural pobre en Hunan, y su familia no pudo proporcionarle ninguna educación formal. Comenzó su carrera revolucionaria después de vengar la muerte de su tío, cuando huyó para convertirse en un forajido y atrajo a un pequeño ejército personal a su alrededor. Más tarde sus fuerzas se unieron al Kuomintang y participó en la Expedición del Norte.
Se rebeló contra el Kuomintang después de que Chiang Kai-shek comenzara la Masacre de Shanghái de 1927 suprimiendo violentamente a los comunistas, cuando planeó y lideró el fallido Levantamiento de Nanchang. Después de escapar, organizó un soviet en las zonas rurales de Hunan (y más tarde Guizhou), pero se vio obligado a abandonar sus bases cuando fue presionado por Chiang. Se unió a la Larga Marcha en 1935, más de un año después de que las fuerzas dirigidas con Mao Zedong y Zhu De se vieran obligadas a hacerlo. Se reunió con las fuerzas dirigidas por Zhang Guotao, pero no estuvo de acuerdo con Zhang sobre la estrategia del Ejército Rojo Chino y llevó a sus fuerzas a unirse y apoyar a Mao.
Después de establecerse y establecer una sede en Shaanxi, dirigió las fuerzas guerrilleras en el noreste de China tanto en la guerra civil china como en la segunda guerra sino-japonesa, y en general tuvo éxito en la expansión de áreas de control comunista. He comandó una fuerza de 170.000 tropas antes de fines de 1945, cuando su fuerza fue puesta bajo el mando de Peng Dehuai y se convirtió en el segundo al mando de Peng. Fue puesto en control del suroeste de China a fines de la década de 1940, y pasó la mayor parte de la década de 1950 en el suroeste administrando la región en roles tanto civiles como militares.
Ocupó varios cargos civiles y militares después de la fundación de la República Popular de China en 1949. En 1955, sus contribuciones a la victoria del Partido Comunista de China fueron reconocidas cuando fue nombrado uno de los Diez Mariscales, y se desempeñó como Vice primer ministro de Cde la República Popular China. No apoyó los intentos de Mao Zedong de purgar a Peng Dehuai en 1959 e intentó rehabilitarle. Después de que se declaró la Revolución Cultural en 1966, fue uno de los primeros líderes del EPL en ser purgado. Murió en 1969 cuando una inyección de glucosa proporcionada por sus carceleros complicó su diabetes no tratada.

## Biografía

### Primeros años

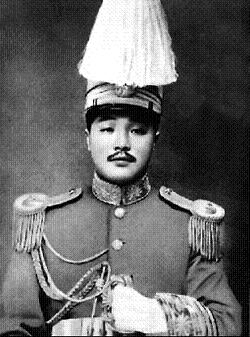
En 1925 tuvo sus primeros encuentros con comunistas mientras dirigía una escuela de entrenamiento militar del Kuomintang.

He Long era umiembro del grupo étnico Tujia. Nacido en Sangzhi, Hunan, él y sus hermanos, incluido He Ying, crecieron en una casa de campesinos pobres, a pesar de que su padre era un militar menor de la dinastía Qing. Su padre era miembro de la Gelaohui (Sociedad de Hermanos Mayores), una sociedad secreta que data de la dinastía Qing. Pastor de vacas durante su juventud, no recibió educación formal. Cuando tenía 20 años mató a un asesor fiscal del gobierno local que había matado a su tío por incumplir sus impuestos. Luego huyó y se convirtió en un forajido, dando lugar a la leyenda de que comenzó su carrera revolucionaria con solo dos cuchillos de cocina. Después de comenzar su vida como forajido, ganó una reputación similar a la de Robin Hood. Su arma distintiva era un cuchillo de carnicero.
Alrededor de 1918, He Long levantó un ejército revolucionario voluntario que estaba alineado con un caudillo local de Hunan, y en 1920 su ejército personal se unió al Ejército Nacional Revolucionario del Kuomintang. En 1923 fue ascendido a comandar el 20. Ejército del KMT. En 1925 dirigió una escuela para entrenar a los soldados del Kuomintang. Mientras dirigía esta escuela, se hizo amigo de algunos de sus alumnos que también eran miembros del Partido Comunista de China. Durante la Expedición del Norte en 1926, comandó la 1. División, 9. cuerpo del Ejército Nacional Revolucionario. Sirvió bajo Zhang Fakui durante la Expedición del Norte.
A fines de 1926 se unió al Partido Comunista de China (PCCh). En 1927, después del colapso del gobierno izquierdista del Kuomintang dirigido por Wang Jingwei en Wuhan y la masacre de Shanghái de Chiang Kai-shek (supresión de 1927 de los comunistas), dejó el Kuomintang y se unió a los comunistas, al mando del 20. ° Cuerpo, 1. ° Columna del Ejército Rojo. Él y Zhu De planearon y lideraron la fuerza principal del Alzamiento de Nanchang en 1927, donde también se implicó Zhou Enlai. En el Alzamiento de Nanchang, él y Zhu lideraron una fuerza combinada de 24.000 hombres e intentaron apoderarse de la ciudad de la ciudad, pero no pudieron asegurarla contra el inevitable intento del Kuomintang de retomar la ciudad. La campaña sufrió dificultades logísticas y los comunistas sufrieron un 50% de bajas en los dos meses de enfrentamientos. La mayoría de los soldados de He que sobrevivieron se rindieron, desertaron y / o se reincorporaron al KMT. Sólo 2.000 supervivientes finalmente regresaron para luchar por los comunistas en 1928, cuando Zhu reformó sus fuerzas en Hunan.
Después de que sus fuerzas fueron derrotadas, huyó a Lufeng, en Cantón. Pasó algún tiempo en Hong Kong, pero luego fue enviado por el PCCh a Shanghái, y luego a Wuhan. Chiang Kai-shek trató continuamente de convencerlo de que volviera a unirse al Kuomintang, sin éxito.

### Guerrilla comunista
Después del fracaso del Levantamiento de Nanchang, rechazó una oferta del Comité Central del PCCh para recibir formación en la URSS y regresó a Hunan, donde levantó una nueva fuerza en 1930. He controló a la fuerza una amplia área del campo en la región fronteriza de Hunan-Hubei, alrededor del área del Lago Hong, y organizó esta área en un soviet rural. A mediados de 1932, las fuerzas del Kuomintang atacaron su soviet como parte de la Cuarta Campaña de Encerramiento contra la Cuarta Campaña de Unión de Jiangxi. Sus fuerzas abandonaron sus bases, se movieron hacia el sudoeste y establecieron una nueva base en el noreste Guizhou a mediados de 1933.
En 1934 Ren Bishi se unió a He en Guizhou con sus propias fuerzas sobrevivientes después de haber sido forzado a abandonar su soviet en otra Campaña de Encerramiento. Ren y He fusionaron fuerzas, con He convirtiéndose en el comandante militar y Ren convirtiéndose en el comisario. Se unió a la Larga Marcha en noviembre de 1935, más de un año después de que las fuerzas dirigidas por Zhu De y Mao Zedong se vieran obligadas a evacuar su propio [soviet soviético Jiangxi en Jiangxi]. Su capacidad para resistir al Kuomintang se debió en parte a su posición en la periferia del territorio controlado por los comunistas. Mientras que en la Larga Marcha, las fuerzas se encontraron con las fuerzas comunistas lideradas por Zhang Guotao en junio de 1936, pero He y Ren discreparon con Zhang sobre la dirección de la Gran Marcha, y finalmente condujo sus fuerzas a Shaanxi. unirse a Mao Zedong a fines de 1936. En 1937 estableció sus tropas en el noroeste de Shaanxi y estableció allí una nueva sede. Debido a que el Segundo Ejército del Ejército Rojo chino bajo el mando de He Long fue una de las pocas fuerzas comunistas que llegaron a Yan'an en su mayoría intactas, su fuerza pudo asumir la responsabilidad de proteger la nueva capital después de su llegada.
Cuando el Ejército Rojo se reorganizó en el Octava Ruta del Ejército en 1937, fue puesto al mando de la 120.ª División. Desde finales de 1938 hasta 1940 combatió tanto al ejército japonés como a las guerrillas afiliadas al Kuomintang en Hubei. Sus responsabilidades aumentaron durante la segunda guerra sino-japonesa], y en 1943 fue promovido para ser el comandante general de las fuerzas comunistas en Shanxi, Shaanxi, Gansu, Ningxia, y Mongolia Interior. Para el final de la Segunda Guerra Mundial comandó una fuerza de aproximadamente 175 000 tropas en el noroeste de China. Sus subordinados más notables son Zhang Zongxun, Xu Guangda y Peng Shaohui.
Logró expandir las áreas de base comunistas durante todo el período de la Segunda Guerra Mundial. Parte del éxito de He se debió a la confusión social causada por la Operación Ichi-Go en las áreas de China ocupadas por los japoneses. Con frecuencia fue capaz de expandir las áreas de operación comunista al aliarse con las fuerzas guerrilleras locales e independientes que también luchaban contra los japoneses. Su experiencia en la lucha contra el Kuomintang y los japoneses lo llevaron a cuestionar el énfasis incondicional de Mao sobre la importancia de la guerra de guerrillas ideológica a expensas de las tácticas convencionales y la organización militar.
En octubre de 1945, un mes después de la rendición japonesa, el comando de las fuerzas de He Long fue transferido a Peng Dehuai, que operaba como el "Ejército de Campaña del Noroeste". Se convirtió en el segundo al mando de Peng, pero pasó la mayor parte del resto de la guerra civil china en la sede central del Partido, en y alrededor de Yan'an. Después de la rendición japonesa, en 1945, fue elegido miembro del [Comité Central del Comité Central del Partido Comunista de China], y su influencia aumentó tanto en el sistema político militar como en el comunista. Cerca del final de la guerra civil china fue ascendido para comandar el Primer ejército de campaña, que estuvo activo en suroeste de China. Después de que los comunistas ganaran la guerra civil en 1949, pasó la mayor parte de la década de 1950 en papeles civiles y militares en el suroeste.

He Long con Deng Xiaoping (izquierda) y Zhu De (derecha)

### En la República Popular
Sus logros militares fueron reconocidos cuando fue promovido a ser uno de los Diez Mariscales en 1955, y sirvió en una serie de puestos civiles. Fue nombrado Vice primer ministro y dirigió la Comisión Nacional de Deportes. Fue uno de los miembros más recorridos de la élite del PCCh, y dirigió numerosas delegaciones en el extranjero reuniéndose con líderes de otros países asiáticos, la Unión Soviética o la República Democrática Alemana, entre otros.
Después de que Mao Zedong purgó a Peng Dehuai en 1959, Mao lo nombró jefe de una oficina para investigar el pasado de Peng y encontrar razones para criticarle. Aceptó el puesto, pero simpatizó con Peng y se quedó estancado durante más de un año antes de presentar su informe. El prestigio de Mao se debilitó cuando se hizo ampliamente conocido que el Gran Salto Adelante, ideado por éste, había sido un desastre, y finalmente presentó un informe que fue positivo y que intentó reivindicar y rehabilitar a Peng. Peng fue parcialmente rehabilitado en 1965, pero luego fue purgado nuevamente al comienzo de la Revolución Cultural al año siguiente.
Jiang Qing, esposa de Mao y cabeza visible de la llamada "Revolución Cultural", denunció que en diciembre de 1966 que He Long era un "derechista" y un "fraccionalista anti-Partido". Siguiendo las acusaciones de Jiang, He y sus seguidores fueron calificados como un "elemento anti-Partido" y rápidamente purgados. Los perseguidores de He lo señalaron etiquetándolo como el "bandido más grande". He Long fue el segundo miembro de mayor rango de la Comisión de Asuntos Militares en el momento en que fue purgado, y el método en el que él y sus allegados fueron purgados estableció el patrón para múltiples purgas posteriores del liderazgo del EPL a lo largo de la Revolución Cultural.
Después de ser purgado, He Long fue puesto bajo arresto domiciliario indefinido durante los últimos dos años y medio de su vida. Describió las condiciones de su encarcelamiento como un período de lenta tortura, en el que sus captores, como él mismo aseguraba, "intentaron destruir mi salud para que puedan asesinarme sin derramar mi sangre". Durante los años que estuvo encarcelado, sus captores restringieron su acceso al agua, cortaron la calefacción de su casa durante el invierno y le negaron el acceso a medicamentos para tratar su diabetes. Murió en 1969 después de ser hospitalizado por la desnutrición severa que desarrolló mientras estaba bajo arresto domiciliario. Murió poco después de ser ingresado en el hospital, luego de que una inyección de glucosa complicó su diabetes crónica.
He Long fue rehabilitado póstumamente después de que Deng Xiaoping llegó al poder a fines de la década de 1970. Un estadio en Changsha - que además es la localidad natal de Mao - fue nombrado en su honor en 1987.